# Samantha Jones
Samantha Jones kitalált szereplő az 1998 és 2004 között sugárzott Szex és New York című HBO-sorozatban, annak 2008-ban készült filmváltozatában, valamint a film 2010-es folytatásában, a Szex és New York 2.-ben. Kim Cattrall alakítja.
| „                | Ismersz engem, sosem hittem a házasságban. De a botox mindig beválik! | ” |
| – Samantha Jones |                                                                       |   |

## Személyiség
Samantha sikeres PR menedzser, tudja mit akar és legtöbbször el is éri célját. Mindent teljes erőbedobással csinál, legyen az a legújabb top-kliens becserkészése egy üzleti megbeszélésről, vagy a legjobb pasi megszerzése. Samantha gátlástalan szexualitását a legkülönfélébb férfiakkal éli ki: a wrestling-edző, a város leghírhedtebb gazdag agglegényei vagy akár egy erős, vidéki farmer. Nem jár az esze a házasságon, inkább élvezi az életet és erre büszke is. Életmódja megköveteli, hogy jelenléte minden alkalommal figyelemfelkeltő legyen. A munkához az erős színeket kedveli és a kihangsúlyozó vonalvezetést, estére pedig szabadjára engedheti saját maga és a férfiak fantáziáját különleges választásaival.

## Hol lakik?
A sorozat harmadik évadáig Samantha az Upper East Side-on él, ahonnan egy késő esti férfilátogató miatt kell elköltöznie, aki kirabolja az egyik lakót. Samanthát szinte kiutálták az épületből. Ezek után egy nagyon drága lakásba költözött a Meatpacking Districtbe (húsfeldolgozó kerület), a Gansevoort Street 300. szám alá. A Szex és New York filmváltozatában pedig már egy ennél is drágább tengerparti házban lakik Hollywoodban, ahonnan Smith-szel való szakítása után tér vissza ismét New Yorkba.

## Kapcsolatok

### Richard Wright
Richard, az első nagy szerelem. Először megríkatta Samanthát, amikor csak azért nem adott neki oda egy megbízást, mert nő létére sok szexpartnere volt már. Aztán hősnőnk felvette a kesztyűt, és belopta magát… az ágyába. Csakhogy Samantha kezdett egyre többet érezni a vonzó férfi iránt, aki nemcsak táncolt vele egy felhőkarcoló tetején, és ékszerekkel halmozta el a magánrepülője fedélzetén, de minden téren stílusosan bánt vele. Kivéve egyet: az orális szex nem számít megcsalásnak – ha ő csinálja. Samantha hiába próbált meg komoly kapcsolatot kialakítani vele, hamar kiderült, hogy saját magát jobban szereti. Nem tudott többet megbízni a férfiban, és folyton azt leste, kivel bújhat még ágyba rajta kívül. Végül szakított vele, mert rájött, hogy önmagát sokkal jobban szereti.

### Smith Jerrod
Smith, az ifjú lovag. Ki hitte volna a sorozat elején, hogy éppen egy huszonéves színészpalánta – aki eleinte éttermi felszolgálásból tartotta el magát – rabolja el a legidősebb, de egyben a legdögösebb barátnő szívét? Pedig Jerry Jerrod, vagy ahogy Sam elnevezte, Smith, nem volt sem gazdag, sem nagystílű. Csak szemtelenül jóképű, lepedőakrobata, és végtelenül kedves. Először csak szerepjátékokat játszott szíve hölgye kedvéért, aztán a rögzítőn hagyott kedves üzeneteket, majd volt mersze az utcán megfogni Sam kezét. De főleg mellette állt minden bajban. Hősnőnk rádöbben, hogy már nincs kedve mással lefeküdni. És ezzel párhuzamosan érkezik a felismerés is: ismét szerelmes lett!

## Fordítás
- Ez a szócikk részben vagy egészben az Samantha Jones (Sex and the City) című angol Wikipédia-szócikk fordításán alapul.  Az eredeti cikk szerkesztőit annak laptörténete sorolja fel. Ez a jelzés csupán a megfogalmazás eredetét és a szerzői jogokat jelzi, nem szolgál a cikkben szereplő információk forrásmegjelöléseként.